# Vassyl Stefanyk
Vassyl Stefanyk (en ukrainien : Василь Стефаник, en polonais : Wasyl Stefanyk ; né le 14 mai 1871 à Roussiv, en Galicie, à l'époque province de l'Empire austro-hongrois, actuellement en Ukraine et décédé le 7 décembre 1936) était un écrivain galicien de langue ruthène (ukrainienne). Il a également été délégué de Galicie au sein du Reichsrat, parlement autrichien.

## Biographie
Né dans une famille de riches paysans galiciens d'origine ruthène, il a étudié au lycée à Drogobych avant de faire des études de médecine à l'Université de Cracovie. En étudiant à l'université, il s'est découvert une vocation d'écrivain grâce aux contacts avec Stanisław Przybyszewski, écrivain et chef d'un groupe de jeunes artistes polonais. En 1904, Stefanyk a épousé Olga Gamorak dont il a eu trois fils, Simon, Cyrille et Georges.
L'Université nationale subcarpatique de l'oblast d'Ivano-Frankivsk porte son nom.

## Œuvre
En 1897, ses premiers récits ont été publiés par un journal de Czernowitz, Pratsya n° 14 à 17 ; puis l'année suivante dans Literaturno-naukovyi vistnyk, journal éminent de Lviv trois autre nouvelles. Stefanyk a connu rapidement un succès littéraire avec notamment La croix de pierre (1899), un roman sur l'émigration des paysans galiciens au Canada. En 1900, il a finalement abandonné ses études de médecine pour se consacrer à l'écriture. Le style de Stefanyk est expressionniste et émotionnel et il excelle dans des récits courts où il dépeint souvent la vie des villages galiciens.

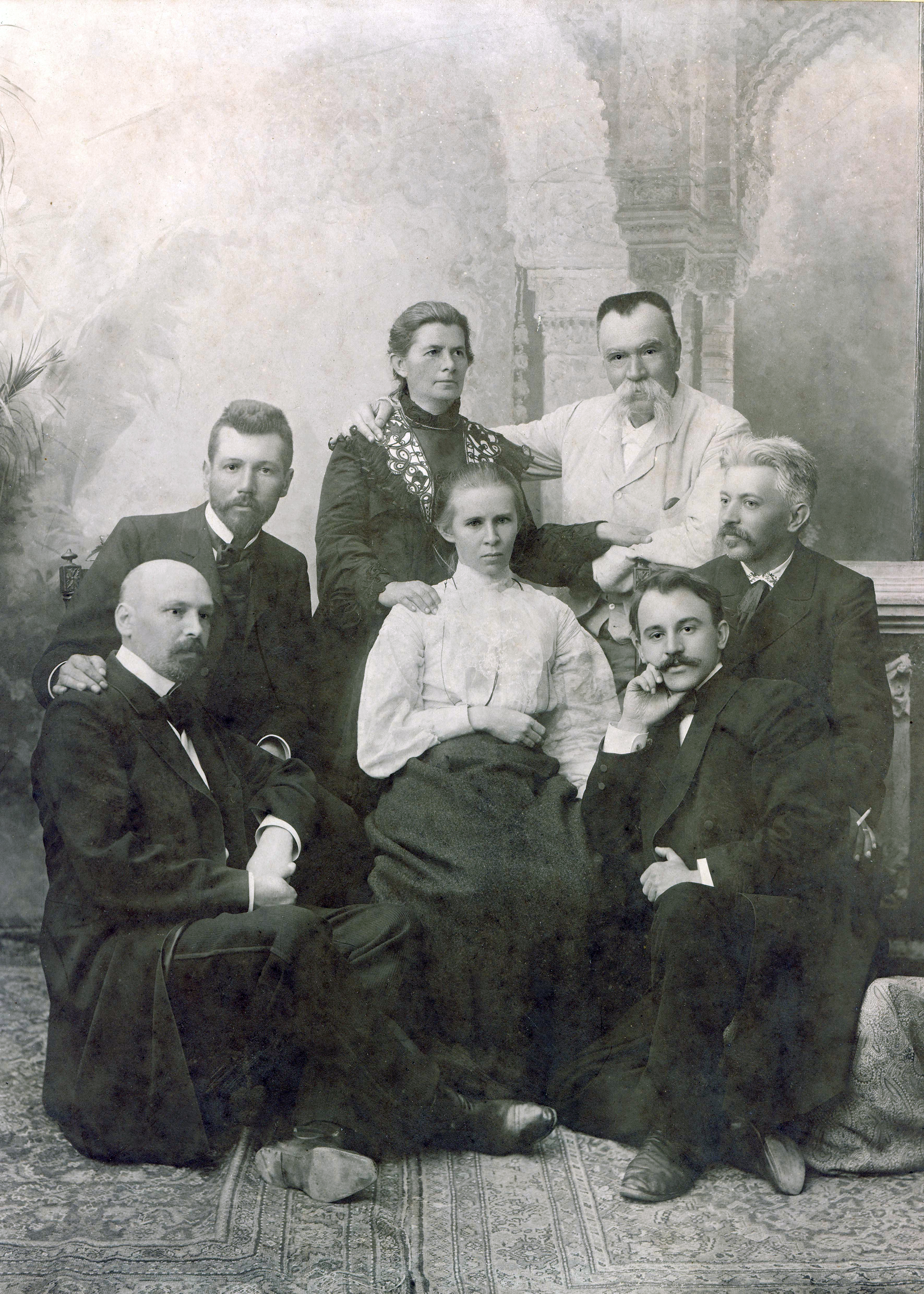
En 1903 avec les auteurs Mykhaïlo Kotsioubynsky, Olena Ptchilka, Hnat Khotkevytch, Lessia Oukraïnka, Mykhaïlo Starytsky et Volodymyr Samiylenko.

## Carrière Politique
Membre du Parti Radical Ruthène, Stefanyk a été élu au Reichsrat, parlement de la Cisleithanie, la partie autrichienne de l'Empire austro-hongrois de 1908 à 1918. À la suite de la dissolution de l’empire autrichien en 1918 et à la Guerre polono-ukrainienne, la Galicie a été annexée en 1923 par la Pologne. Stefanyk a quitté la vie politique  et s'est retiré dans son village natal de Roussiv. En 1933, Stefanyk a refusé un prix attribué par l'Union soviétique pour protester contre la famine organisée par le régime communiste en Ukraine orientale. Cet acte vaudra à Stefanyk de voir son œuvre censurée après la seconde guerre mondiale et l'occupation de la Galicie par les troupes soviétiques.